# Jackson Field
Le Jackson Field, également surnommé le Lugnuts Stadium, est un stade de baseball américain situé dans la ville de Lansing, dans le Michigan.
Le stade, doté de 7 527 places et inauguré en 1996, sert d'enceinte à domicile aux équipes de baseball des Lugnuts de Lansing et des Spartans de Michigan State.

## Histoire
La construction du stade débute le 3 avril 1995 (dessiné par les architectes de Kansas City de HNTB Corporation, et construits par J&S Structural Engineers et Clark Construction), pour s'achever un an plus tard sous le nom d'Oldsmobile Park. Il est situé sur un îlot au centre-ville de Lansing dans le Stadium District.
Il est principalement utilisé pour le baseball, mais il a également accueilli une patinoire, un cinéma en plein air et a servi de salle de concert pour le Common Ground Music Festival.
Le stade a remplacé un bloc de commerces le long de la Michigan Avenue. Initialement prévu pour un coût de construction de 10 millions $, il atteint finalement 12,8 millions $.
Le stade est inauguré le 3 avril 1996 lors d'une rencontre de baseball entre les Michigan State Spartans et les Michigan Wolverines. Deux jours plus tard, l'équipe des Lansing Lugnuts disputent leur premier match au stade contre les Rockford Expos.
Le 22 février 2010, le maire de Lansing, Virgil Bernero, annoncé que le stade serait renommé le Thomas M. Cooley Law School Stadium, à la suite d'un nouvel accord de parrainage du parc. En mars 2010, la Jackson National Life Insurance Company, basée à Lansing, achète les droits de renommer le terrain en « Jackson Field » pendant un an. Le stade porte alors le nom complet de Jackson Field au Thomas M. Cooley Law School Stadium.
Le 1er septembre 2020, le stade annonce un changement de nom officiel pour Jackson Field après la signature d'un accord de droits de naming de sept ans avec la Jackson National Life Insurance Company.
Le 19 octobre 2018, les Michigan State Spartans affrontent leur rivaux des Michigan Wolverines lors du derby universitaire du Michigan en rugby à XV (victoire 25-15 des Spartans).
Six jours plus tard, le 25 octobre 2018, la nouvelle équipe de soccer du Lansing Ignite annonce jouer ses matchs à domicile au stade pour la saison suivante.

## Galerie

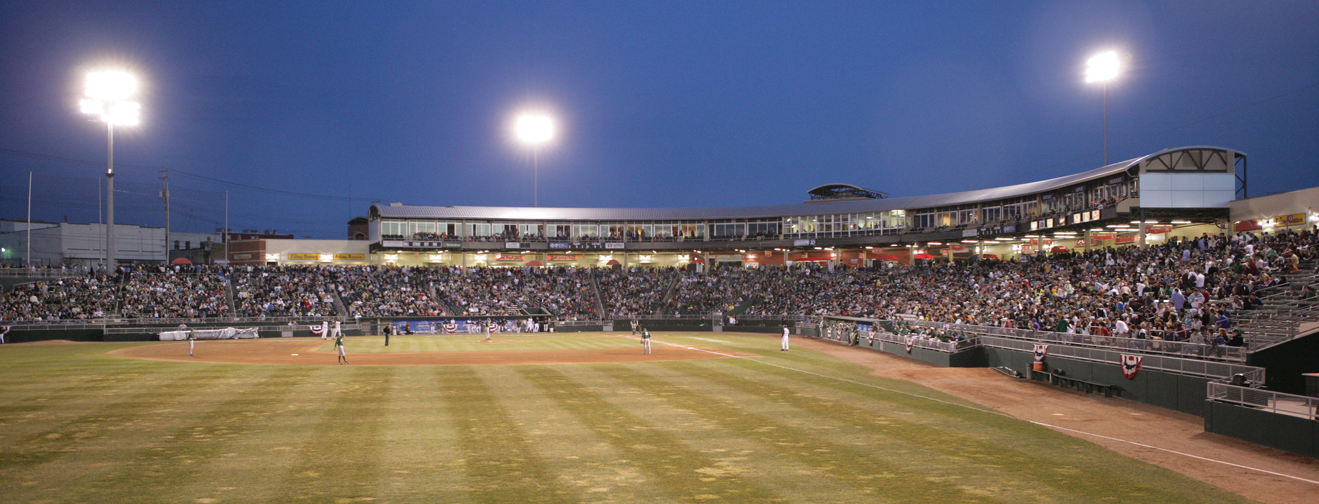
Vue du stade depuis la tribune